# Lubuk Pandan (Muara Lakitan)
Lubuk Pandan is een bestuurslaag in het regentschap Musi Rawas van de provincie Zuid-Sumatra, Indonesië. Lubuk Pandan telt 2951 inwoners (volkstelling 2010).